# The Dust Connection
The Dust Connection ist eine niederländische NeoProg- und Progressive-Metal-Band aus Tilburg, die im Jahr 2003 gegründet wurde.

## Geschichte
Die Band entstand im Jahr 2003 aus dem Zerfall der Band Forever Times und wurde von Gitarrist Martijn Balsters, Bassist Niels van Dongen und Schlagzeuger Robert Spaninks gegründet. Kurze Zeit später kamen Sänger Jeroen Voogd und Keyboarder Sander Heerings zur Band und vervollständigten somit die Besetzung. Die Band nahm ihr erstes Demo auf und veröffentlichte es im Folgejahr. Außerdem trat sie 2004 auf dem ProgPower Europe auf und sie trat danach als Vorband für Evergrey, The Gathering und Devin Townsend auf. Im Jahr 2008 kam Jorg Kurten als neuer Bassist zur Besetzung und die Arbeiten zum Debütalbum begannen. Im Oktober 2009 erreichte die Band einen Vertrag bei Snakebite Records und veröffentlichte bei diesem Label ihr Debütalbum Trails am 11. Dezember.

## Stil
Die Band spielt eine Mischung aus klassischem Progressive Metal und NeoProg und wird mit der Band Novalis verglichen.

## Diskografie
- 2004: The Dust Connection (Demo, Eigenveröffentlichung)
- 2009: Nine Days Wonder (Single, Snakebite Records)
- 2009: Trails (Album, Snakebite Records)